# 治安湖
治安湖（越南语：Hồ Trị An）是位于同奈河上的一个人工湖，管辖范围包括同奈省的永久县、定贯县、统一县和状奔县。 它储存水，然后为治安水电站供水。 
湖泊面积323平方公里，库容27亿立方米。湖泊北部是吉仙国家公园。湖中有76个小岛，部分岛屿有人居住。 如今，这里也是同奈省的野餐胜地。